# Магоне
Магоне (пол. Magonie) — село в Польщі, у гміні Бодзехув Островецького повіту Свентокшиського воєводства.
Населення — 227 осіб (2011).
У 1975-1998 роках село належало до Келецького воєводства.

## Демографія
Демографічна структура на день 31 березня 2011 року:
|          | Загалом | Допрацездатний вік | Працездатний вік | Постпрацездатний вік |
| -------- | ------- | ------------------ | ---------------- | -------------------- |
| Чоловіки | 115     | 22                 | 82               | 11                   |
| Жінки    | 112     | 7                  | 73               | 32                   |
| Разом    | 227     | 29                 | 155              | 43                   |